# Georg Østerholt
Georg Østerholt est un ancien spécialiste norvégien du combiné nordique et sauteur à ski.

## Résultats

### Championnats du monde de ski nordique
| Épreuve / Édition | Lahti 1926 |
| Individuel        | Bronze     |

### Championnat de Norvège
- Il remporte le titre en combiné nordique en 1921.

### Festival de ski d'Holmenkollen
- Il a terminé troisième dans cette compétition en combiné nordique (no) en 1917.

### Distinctions
- Au cours de sa carrière, il a remporté 2 Kongepokal, un en 1917 à la suite de sa performance au Festival de ski d'Holmenkollen et un en 1921.